# Тайто (кандзи)

Вариант 2: тайто

Тайто, дайто, или отодо (𱁬/) — японский иероглиф кандзи, принадлежащий к числу знаков кокудзи, то есть изобретённых уже в Японии, а не позаимствованных из Китая. Состоит из 84 черт, а также является наисложнейшим среди иероглифов CJK. Этот редко встречающийся иероглиф состоит двух элементов. Первый — тай 䨺 из 36 черт (тройное 雲 «Облако»), означающий «небесный». Второй — то: 龘 из 48 черт(тройной 龍 «Дракон»). Он означает «Вид дракона во время полёта». Следующим по сложности после него идёт китайский иероглиф бян (𰻞/) из 58 черт, который изобрели для записи особой разновидности китайской лапши под названием бянбян, которую готовят в Шэньси.

## Состав
Обе части иероглифа тайто в свою очередь тоже составные, созданные путём простого повторения иероглифа 䨺"облако" (складывается из ключа «дождь» 雨 и фонетического компонента ун или юн 云) и ключа «дракон» 龍. Иероглиф облако 雲 может утраиваться, образуя 䨺 — «небесный», а может учетверяться в 𩇔, что означает «пасмурный». В свою очередь дракон 龍 может удваиваться в 龖, а также утраиваться в 龘 и учетверяться в 𪚥.
Иероглиф тайто, дайто али отодо существует в двух графических формах. Разница между ними в расположения первого иероглифа «дракон». В варианте 1 (который можно прочитать как дайто или отото) первый дракон вписан между вторым и третьим элементами «неба», начиная с 25-й черты. В варианте 2 (тайто) первый дракон записан после третьего элемента неба, начиная с 37-й черты.